# Boljenovići
Boljenovići falu Horvátországban, Dubrovnik-Neretva megyében. Közigazgatásilag Stonhoz tartozik.

## Fekvése
Dubrovnik városától légvonalban 44, közúton 63 km-re, községközpontjától légvonalban 6, közúton 9 km-re északnyugatra, a Pelješac-félsziget középső-délkeleti részén fekszik.

## Története
Az itt élt első ismert nép az illírek voltak, akik magaslatokon épített erődített településeken éltek és kövekből rakott halomsírokba temetkeztek. Az illírek i. e. 30-ig uralták a térséget, amikor Octavianus hadai végső győzelmet arattak felettük. A Római Birodalom bukása után Dalmácia a gótok, majd a Bizánci Birodalom uralma alá került. A horvátok ősei a 7. században érkeztek erre a vidékre. A 9. században már létezett a stoni püspökség, melynek egyházi fennhatósága alá ez a terület tartozott. Ekkoriban a Pelješac-félsziget Zahumlje területének részeként a tengerparti Horvát Fejedelemség része volt. A 12. században a Zahumlje térségének zavaros történeti időszakában a félsziget a raškai uralkodók uralma alá került. Több birtokos után a 14. század-ban a Pelješac-félsziget a Raguzai Köztársaság része lett, mely 1333-ban vásárolta meg Kotromanić István bosnyák bántól. Ezután egészen a  18. század végéig a Raguzai Köztársasághoz tartozott.
1806-ban a térség a Raguzai Köztársaságot legyőző franciák uralma alá került, de Napóleon bukása után 1815-ben a berlini kongresszus a Habsburgoknak ítélte. 1857-ben 288, 1910-ben 149 lakosa volt. 1918-ban az új szerb-horvát-szlovén állam, majd később Jugoszlávia része lett. A II. világháború után lakosságának száma a kivándorlás miatt fokozatosan csökkent. 1991-től a független Horvátországhoz tartozik. 2011-ben a 87 lakosa volt. A lakosság régebben főleg halászattal és mezőgazdasággal foglalkozott, ma már főként a turizmusból él.

## Népesség
| Lakosság változása | Lakosság változása | Lakosság változása | Lakosság változása | Lakosság változása | Lakosság változása | Lakosság változása | Lakosság változása | Lakosság változása | Lakosság változása | Lakosság változása | Lakosság változása | Lakosság változása | Lakosság változása | Lakosság változása | Lakosság változása |
| ------------------ | ------------------ | ------------------ | ------------------ | ------------------ | ------------------ | ------------------ | ------------------ | ------------------ | ------------------ | ------------------ | ------------------ | ------------------ | ------------------ | ------------------ | ------------------ |
| 1857               | 1869               | 1880               | 1890               | 1900               | 1910               | 1921               | 1931               | 1948               | 1953               | 1961               | 1971               | 1981               | 1991               | 2001               | 2011               |
| 288                | 288                | 108                | 131                | 148                | 149                | 162                | 149                | 138                | 142                | 138                | 122                | 106                | 99                 | 94                 | 87                 |

| 2021 | 85 |

## Nevezetességei
- A falutól keletre található a 16. században épített Nagyboldogasszony templom. Eredetileg reneszánsz stílusban építették, de a felújítások során elveszítette stílusjegyeit és szépségét. Liturgikus tárgyai közül kiemelkedik egy értékes kehely.
- Az Angyali üdvözlet templom ugyancsak 16. századi, de csak 1754-ben említik először. Az 1960-as években útépítés miatt áthelyezték.
- A Szent Péter és Pál templomot a Kovačević család építtette a 16. században, első említése 1754-ben történt.
- Szent Fülöp és Jakab apostolok tiszteletére szentelt temploma a 12. században épült, mellette középkori temető van. Az eredeti román stílusú templomból mára csak a szentély maradt meg.

## Gazdaság
A lakosság fő bevételi forrása a turizmus mellett a halászat és a mezőgazdaság.